# 厄尼·科普兰
厄尼·科普兰（英語：Ernie Copland，1924年10月14日—1971年），苏格兰前男子足球运动员，司职前锋。他曾代表苏格兰代表队参加1954年国际足联世界杯，结果队伍止步小组赛阶段，而他亦未曾為蘇格蘭上場。
1954年国际足联世界杯，雖然科普兰入選了蘇格蘭代表隊22人名單，可惜當時蘇格蘭足球協會的預算只能夠帶13人前往瑞士決賽週，他只能待在蘇格蘭成為後補球員之一。1957年，他再次入選代表隊參加世界盃資格賽，並隨隊前往瑞士，德國和西班牙，但未曾上場。
1971年12月，科普蘭在澳洲伊利莎白離世，享年47歲。